# 에너지 음료

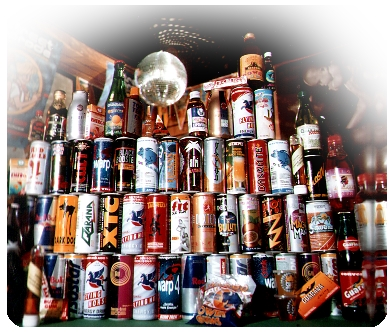

에너지 음료/드링크( - 飮料, 영어: energy drink)는 육체 피로시의 영양 보급 등을 목적으로 시중에 판매되고 있는 음료이다. 모든 음료수가 많이 마시게 되면 당분을 과다 섭취할 우려가 있듯 에너지 음료 또한 관련 질환을 유발하기도 한다. 특히 노인, 임산부, 어린이 등 카페인 섭취에 예민한 사람은 음용을 자제해야 한다.

## 역사
에너지 드링크는 초기 청량 음료 산하의 하위 집합이었다. 이를테면 펩시는 원래 에너지 부스터로 광고되었다.
영국에서 루코제이드 에너지(Lucozade Energy)가 1929년에 "회복을 돕는" 병원 음료로 소개되었다. 1980년대 초에 "잃어버린 에너지를 보충해주는" 에너지 드링크로 승격되었다.
일본에서의 에너지 드링크는 적어도 1960년대 초로 거슬러 올라가며, 리포비탄이라는 음료가 시작점이다.

## 브랜드 목록
- 롯데칠성음료 - 핫식스
- 코카콜라 컴퍼니 - 몬스터 에너지 (몬스터 에너지의 경우 국내 지사를 설립하였다.)
- 동서식품 - 레드불
- 동아제약 - 박카스
- 해태htb - 구론산바몬드

## 같이 보기
- 카페인
- 타우린
- 스피룰리나 (식품)
- 카르니틴
- 과산화물 제거효소(en:Superoxide dismutase, SOD)
- 트리메탈라민-N-산화물(en:Trimethylamine N-oxide, TMAO)
- 대사 증후군(메터볼릭 신드롬)
- 당뇨병
- 진세노사이드